# FIBA EuroCup za žene
FIBA EuroCup za žene (eng. FIBA EuroCup Women) je međunarodno europsko natjecanje za košarkaške klubove u ženskoj konkurenciji. Nastalo je 2002. godine kao zamjena za Kup Ronchetti.

## Pobjednici i finalisti
| sezona    | pobjednik                          | finalist                                       |
| --------- | ---------------------------------- | ---------------------------------------------- |
| 2002./03. | Pays d'Aix-en-Provence             | CB Islas Canarias (Las Palmas de Gran Canaria) |
| 2003./04. | Baltiyskaya Zvezda Sankt Peterburg | Szolnoki MÁV Coop                              |
| 2004./05. | Phard Napulj                       | Fenerbahçe İstanbul                            |
| 2005./06. | Spartak Moskovska oblast (Vidnoje) | Pays d'Aix-en-Provence                         |
| 2006./07. | Dinamo Moskva                      | CA Faenza                                      |
| 2007./08. | Beretta Famila Schio               | BK Moskva                                      |
| 2008./09. | Galatasaray Istanbul               | Cras Basket Taranto                            |
| 2009./10. | Sony Athinaikos (Atena)            | Nadežda Orenburg                               |
| 2010./11. | Elitzur Ramla                      | ASPTT Arras                                    |
| 2011./12. | Dinamo Kursk                       | Kayseri Kaski spor                             |
| 2012./13. | Dinamo Moskva                      | Kayseri Kaski spor                             |
| 2013./14. | Dinamo Moskva                      | Dinamo Kursk                                   |
| 2014./15. | ESB Villeneuve-d'Ascq              | Royal Castors Braine                           |
| 2015./16. | Tango Bourges Basket               | ESB Villeneuve-d'Ascq                          |
| 2016./17. | Yakın Doğu Üniversitesi Istanbul   | Agü Spor Kayseri                               |

## Poveznice
- Euroliga
- Kup Ronchetti
- Hrvatska A-1 liga
- službene stranice
- povijest EuroCupa